# Bridgewater (ort i Australien, South Australia)
Bridgewater är en ort i Australien. Den ligger i kommunen Adelaide Hills och delstaten South Australia, omkring 16 kilometer sydost om delstatshuvudstaden Adelaide. Antalet invånare är 3 469.
Runt Bridgewater är det ganska glesbefolkat, med 35 invånare per kvadratkilometer.. Närmaste större samhälle är Adelaide, omkring 16 kilometer nordväst om Bridgewater.
Trakten runt Bridgewater består till största delen av jordbruksmark. Genomsnittlig årsnederbörd är 729 millimeter. Den regnigaste månaden är juni, med i genomsnitt 133 mm nederbörd, och den torraste är december, med 21 mm nederbörd.